# Pleuronichthys decurrens
Pleuronichthys decurrens är en fiskart som beskrevs av David Starr Jordan och Charles Henry Gilbert, 1881. Pleuronichthys decurrens ingår i släktet Pleuronichthys och familjen flundrefiskar. Inga underarter finns listade i Catalogue of Life.